# Gârliciu
Gârliciu est une commune du județ de Constanța en Roumanie.